# De otio
De otio (Nederlands: Over vrije tijd) is een gedeeltelijk bewaard werk van Lucius Annaeus Seneca. Men veronderstelt dat hij het schreef rond zijn terugtreding uit het openbare leven in het jaar 62 en dat hij het richtte aan zijn jongere vriend Annaeus Serenus. Diens naam is niet leesbaar en ook het begin en het einde ontbreken in de Codex Ambrosianus C 90, de voornaamste bron voor Seneca's Dialogi. In De otio onderzoekt de filosoof of en hoe een leven buiten de politiek waardevol is. 

## Nederlandse vertalingen
- Seneca. Vragen en antwoorden, vert. Cornelis Verhoeven, 1983. ISBN 9789026305771
- Seneca. Dialogen, vert. Tjitte H. Janssen, 1996. ISBN 9789053522509
- Seneca. Levenskunst. Filosofische essays over leven en dood, vertaald en toegelicht door Vincent Hunink, 2018. ISBN 9789025309268 (deel "Leven in de luwte")